# Amt Niebüll
Das Amt Niebüll war ein Amt im Kreis Südtondern in Schleswig-Holstein. Es bestand aus den beiden Gemeinden Deezbüll und Niebüll.

## Geschichte
Im Jahre 1889 wurde im Kreis Tondern der Amtsbezirk Niebüll aus den beiden oben genannten Gemeinden und einem Teil des Gutsbezirks Herrschaftlicher Gotteskoog gebildet. Dieser Teil wurde nach der Auflösung des Gutsbezirks nach Niebüll eingemeindet.
Nach der 1920 erfolgten Abtretung des nördlichen Teils des Kreises infolge der Volksabstimmung, die im Versailler Vertrag vorgesehen war, wurde Niebüll Sitzung der Kreisverwaltung, da auch die Kreisstadt Tondern an Dänemark ging. Niebüll war die größte Gemeinde im Kreis, der in Kreis Südtondern umbenannt wurde. Niebüll war noch keine Stadt, sondern eine Landgemeinde. Die Erhebung zur Stadt erfolgte erst 1960. 
1948 wurde der Amtsbezirk aufgelöst und die beiden Gemeinden bildeten das Amt Niebüll. 1950 wurde Deezbüll nach Niebüll eingemeindet, das Amt aufgelöst und Niebüll wurde amtsfreie Gemeinde. 